# Мяшкуйчяйское староство
Мяшкуйчяйское староство (лит. Meškuičių seniūnija) — одно из 11 староств Шяуляйского района, Шяуляйского уезда Литвы. Административный центр — местечко Мяшкуйчяй.

## География
Расположено на северо-западе Литвы, в восточной части Шяуляйского района, на Жемайтской возвышенности.
Граничит с Грузджяйским и Шяуляйским сельским староствами на западе, Гинкунайским и Кайряйским — на юге, Лигумайским староством Пакруойского района — на востоке, Гатаучяйским староством Йонишкского района — на северо-востоке, и Рудишкяйским староством Йонишкского района — на севере.

## Население
Мяшкуйчяйское староство включает в себя местечко Мяшкуйчяй и 29 деревень.
| 2001                           | 2004 | 2010 |
| ------------------------------ | ---- | ---- |
| 2676                           | 2658 | 2300 |
| Гистограмма динамики населения |      |      |